# Timmy Jernigan
Timmy Jernigan (Lake City, 24 settembre 1992) è un giocatore di football americano statunitense che milita nel ruolo di defensive end per i Jacksonville Jaguars della National Football League (NFL). Fu scelto nel corso del secondo giro (48º assoluto) del Draft NFL 2014 dai Baltimore Ravens. Al college ha giocato a football all'Università statale della Florida vincendo il campionato NCAA nel 2013.

## Carriera

### Baltimore Ravens
Jernigan fu scelto dai Baltimore Ravens nel corso del secondo giro del Draft 2014. Debuttò come professionista subentrando nella gara della settimana 1 contro i Cincinnati Bengals e mettendo a segno due tackle. Partito per la prima volta come titolare nella settimana 15 contro i Jacksonville Jaguars al posto dello squalificato Haloti Ngata, fece registrare un massimo stagionale di 2 sack nella vittoria. A fine anno fu inserito nella formazione ideale dei rookie dalla Pro Football Writers Association dopo avere messo a segno 23 tackle e 4 sack in 12 presenze.

### Philadelphia Eagles
Nel 2017, Jernigan firmò con i Philadelphia Eagles. Il 4 febbraio 2018 allo U.S. Bank Stadium di Minneapolis partì come titolare nel Super Bowl LII vinto contro i New England Patriots per 41-33, il primo trionfo della storia della franchigia.

### Jacksonville Jaguars
Il 17 agosto 2020 Jernigan firmò con i Jacksonville Jaguars.

## Palmarès

### Franchigia
- Super Bowl : 1

Philadelphia Eagles: LII
- National Football Conference Championship: 1

Philadelphia Eagles: 2017

### Individuale
- PFWA All-Rookie Team - 2014